# Савез хокеја на леду Румуније
Савез хокеја на леду Румуније (рум. Federaţiei Române de Hochei pe Gheaţă, FRHG) кровна је спортска организација задужена за професионални и аматерски хокеј на леду на подручју Републике Румуније.
Савез је пуноправни члан Међународне хокејашке федерације (ИИХФ) од 24. јануара 1924. године.
Седиште Савеза налази се у главном и највећем граду земље Букурешту.

## Историја
Прва хокејашка утакмица на подручју Румуније одиграна је давне 1921. године. У то време хокеј се једино играо на залеђеним површинама река и језера, углавном у планинским деловима земље где је клима доста хладнија. У тим местима су се одржавали и турнири националних првенстава. Први терен са вештачким ледом отворен је 1931. године.
Почетком 1924. основан је и национални савез зимских спортова који је већ крајем јануара исте године постао пуноправним чланом Међународне хокејашке федерације. У оквиру Савеза је 1927. основана секција за спортове на леду.
До интензивнијег развоја хокеја на леду у земљи долази током четрдесетих и педесетих година прошлог века, превасходно захваљујући бројним како играчима тако и тренерима који су из Чехословачке и Совјетског Савеза долазили у Румунију. Године 1958. отворена су и клизалишта са вештачким ледом у Букурешту, Галацију и Мјеркуреји Чук.

## Такмичења
Савез учествује у организацији бројних аматерских и професионалних клупских такмичења у земљи, односно координира рад националних репрезентативних селекција на међународној сцени.
Први национални шампионат одржан је 1925. године. Такмичење је било турнирског типа, а први победник постала је екипа Брашовије из Брашова.
Сениорска мушка репрезентација је први званични меч одиграла на светском првенству 1931. у Крињици (Пољска) против селекције САД (и изгубила са 0:15). Најбољи резултат остварили су на првенству 1947. када су заузели 7. место. На Зимским олимпијским играма учествовали су укупно 4 пута (1964, 1968, 1972. и 1980).
Женска сениорска репрезентација на међународној сцени дебитовала је квалификацијама за светско првенство друге дивизије 2001, а први службени меч одиграле су против селекције Холандије 5. марта 2001. у Букурешту (и изгубиле са 1:15). 

## Савез у бројкама
Према подацима ИИХФ из 2013. на подручју под ингеренцијом СХЛ Румуније регистровано је 1.188 играча (156 сениора, 85 сениорки и 947 јуниора). Судијску лиценцу поседује 57 арбитара.
Хокејашку инфраструктуру чини 6 затворених терена олимпијских димензија и 15 отворених терена.